# Monumento a Arturo Fernández

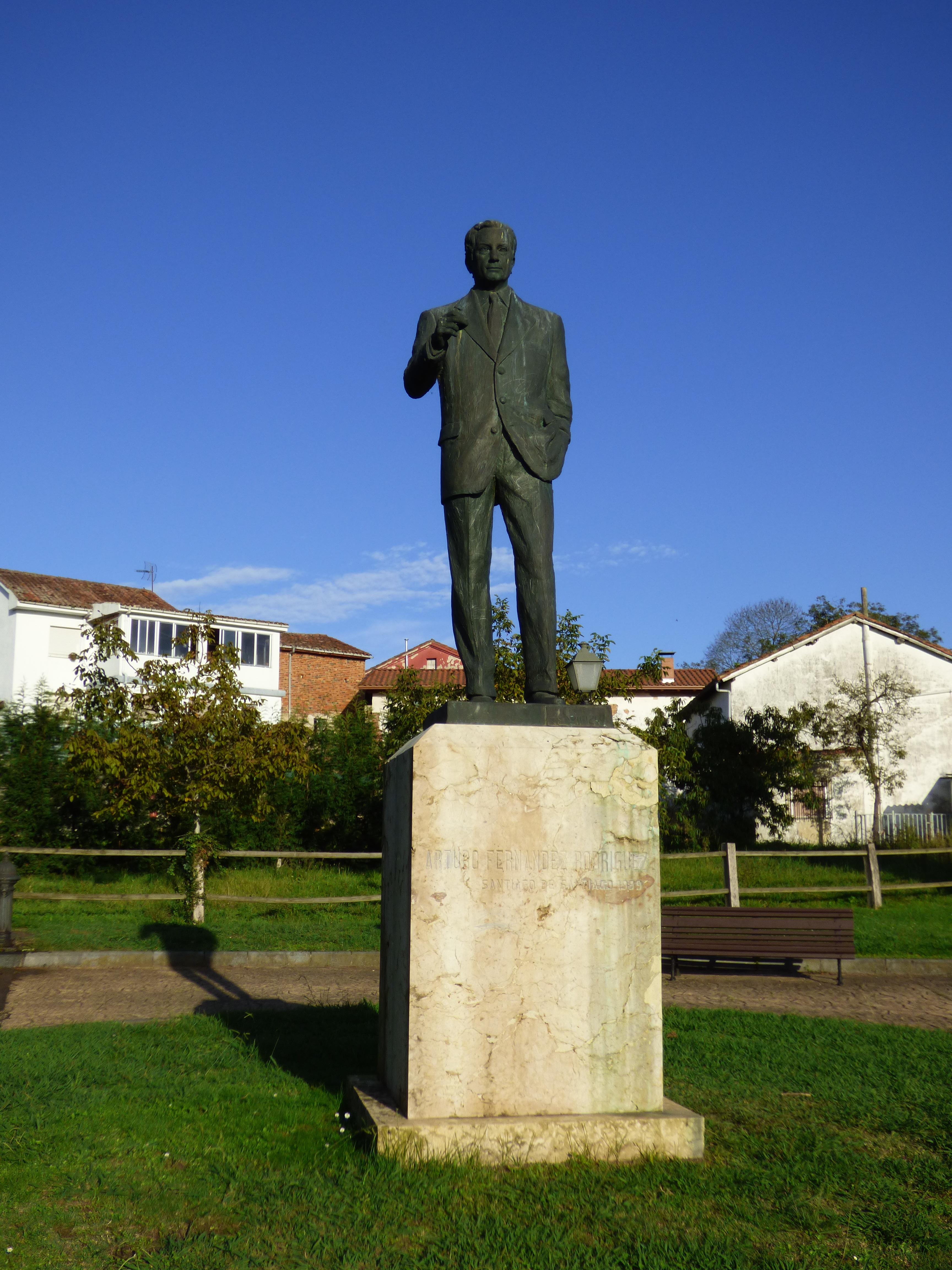

La escultura urbana conocida por el nombre Arturo Fernández, ubicada en el parque de  la población de Priañes, en el municipio de Oviedo, Principado de Asturias, España, es una de las más de un centenar que adornan las calles del mencionado municipio español.
La escultura, hecha en bronce, es obra de Santiago de Santiago, y está datada en 1999.
La obra se llevó a cabo por encargo del Ayuntamiento de Oviedo, que decidió levantar una escultura en honor al actor Arturo Fernández (nacido en Gijón,  en 1930).
La figura del galán, vestido elegantemente en una pose típica de la serie televisiva “La casa de los líos”, tiene más de dos metros de alto, y  está colocada sobre una alta peana de piedra, en el centro de un parterre del parque público.